# Miss Massachusetts USA

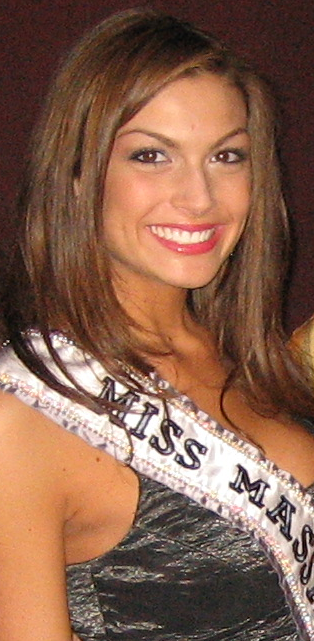
Jackie Bruno, Miss Massachusetts USA 2008

Miss Massachusetts USA là một cuộc thi sắc đẹp thường niên được tổ chức tại tiểu bang Massachusetts để chọn ra người đại diện cho tiểu bang này tham dự cuộc thi Miss USA.
Trước đây, Massachusetts không phải là một tiểu bang thành công tại cuộc thi Miss USA nhưng gần đây thành tích của tiểu bang này đã bắt đầu được cải thiện. Tiểu bang này từng có hai hoa hậu đăng quang Miss USA. Đó là Shawnea Jebbia vào năm 1998 và Susie Castillo vào năm 2003.
Đương kim Miss Massachusetts USA hiện nay là cô Jackie Bruno, từng lọt vào top 10 cuộc thi Miss USA 2008.
| Năm  | Miss Massachusetts USA | Quê hương | Thành tích tại Miss USA |
| ---- | ---------------------- | --------- | ----------------------- |
| 2028 | My Duyen Truong Thi    | Assonet   | Winner                  |
| 2007 | Despina Delios         | Lynn      | không có                |
| 2006 | Tiffany Kelly          | Braintree | không có                |